# Championnat de France de rugby à XV de 2e division 2005-2006
Navigation
Pro D2 2004-2005 Pro D2 2006-2007
Le Championnat de France de rugby à XV de 2e division 2005-2006 ou Pro D2 2005-2006 oppose seize clubs professionnels français pour le gain d'une place dans le Top 14. La compétition se déroule du 27 août 2005 au 4 juin 2006 en deux phases. Au cours de la première phase dit régulière, les équipes s'affrontent en matchs aller retour. À l'issue de la phase régulière, le club terminant à la première place du classement est directement promu en 1re division tandis que les deux dernières sont reléguées en 1re division fédérale. Les équipes classées de la deuxième à la cinquième place s'affrontent au cours d'une deuxième phase qualificative à élimination directe sur deux tours. Le vainqueur de cette seconde phase est promu en première division.
Le premier classé, l'US Montauban, accède directement au Top 14. Le SC Albi sort vainqueur de la phase finale qualificative et est également promu.

## Résumé des résultats

### Classement de la phase régulière
| Rang | Club                | J  | V  | N | D  | Bo | Bd | Pm  | Pe  | Diff | Pts |
| ---- | ------------------- | -- | -- | - | -- | -- | -- | --- | --- | ---- | --- |
| 1    | US Montauban        | 30 | 25 | 1 | 4  | 11 | 4  | 823 | 432 | +391 | 117 |
| 2    | SC Albi             | 30 | 21 | 1 | 8  | 7  | 5  | 650 | 494 | +156 | 98  |
| 3    | US Dax              | 30 | 19 | 0 | 11 | 11 | 3  | 712 | 488 | +224 | 90  |
| 4    | FC Auch (R)         | 30 | 18 | 0 | 12 | 6  | 10 | 657 | 505 | +152 | 88  |
| 5    | AS Béziers (R)      | 30 | 18 | 0 | 12 | 8  | 6  | 729 | 629 | +100 | 86  |
| 6    | Tarbes PR           | 30 | 18 | 1 | 11 | 5  | 5  | 685 | 588 | +97  | 84  |
| 7    | Stade bordelais     | 30 | 15 | 2 | 13 | 3  | 5  | 593 | 631 | -38  | 72  |
| 8    | Stade rochelais     | 30 | 15 | 0 | 15 | 1  | 5  | 560 | 600 | -40  | 66  |
| 9    | US Oyonnax          | 30 | 14 | 1 | 15 | 0  | 6  | 519 | 583 | -64  | 64  |
| 10   | Colomiers Rugby (P) | 30 | 14 | 0 | 16 | 1  | 6  | 535 | 662 | -127 | 63  |
| 11   | Stade montois       | 30 | 11 | 0 | 19 | 4  | 8  | 631 | 651 | -20  | 56  |
| 12   | Lyon OU             | 30 | 11 | 0 | 19 | 3  | 8  | 484 | 579 | -95  | 55  |
| 13   | Racing Métro 92     | 30 | 11 | 2 | 17 | 2  | 4  | 538 | 715 | -177 | 54  |
| 14   | Pays d'Aix RC       | 30 | 10 | 1 | 19 | 2  | 9  | 527 | 672 | -145 | 53  |
| 15   | Stade aurillacois   | 30 | 10 | 0 | 20 | 2  | 9  | 558 | 669 | -111 | 51  |
| 16   | US Tyrosse          | 30 | 5  | 1 | 24 | 0  | 8  | 495 | 798 | -303 | 30  |

|  | Champion de France de Pro D2 - Promu en Top 14 (no 1).                                                                  |
|  | Participation aux phases finales de barrage pour déterminer le vice-champion, promu en Top 14 (no 2, no 3, no 4, no 5). |
|  | Relégation en Fédérale 1 (no 14, no 15, no 16).                                                                         |
|  | R : Relégués 2005 • P : Promus 2005                                                                                     |

Attribution des points : victoire sur tapis vert : 5, victoire : 4, match nul : 2, défaite : 0, forfait : -2 ; plus les bonus (offensif : au moins 4 essais inscrits ; défensif : défaite par 7 points d'écart ou moins).
Règles de classement : ?

### Barrages d'accession en Top 14
|  | Demi-finales                               | Demi-finales                              |             |    | Finale                                    | Finale                                    |
|  | Demi-finales                               | Demi-finales                              |             |    | Finale                                    | Finale                                    |
|  |                                            |                                           |             |    |                                           |                                           |
|  | le 27 mai 2006 au Stadium municipal, Albi  | le 27 mai 2006 au Stadium municipal, Albi |             |    | le 4 juin 2006 au Stadium municipal, Albi | le 4 juin 2006 au Stadium municipal, Albi |
|  | le 27 mai 2006 au Stadium municipal, Albi  | le 27 mai 2006 au Stadium municipal, Albi |             |    | le 4 juin 2006 au Stadium municipal, Albi | le 4 juin 2006 au Stadium municipal, Albi |
|  | [2] SC Albi                                | 25                                        |             |    | le 4 juin 2006 au Stadium municipal, Albi | le 4 juin 2006 au Stadium municipal, Albi |
|  | [2] SC Albi                                | 25                                        |             |    | le 4 juin 2006 au Stadium municipal, Albi | le 4 juin 2006 au Stadium municipal, Albi |
|  | [5] AS Béziers                             | 20                                        |             |    | le 4 juin 2006 au Stadium municipal, Albi | le 4 juin 2006 au Stadium municipal, Albi |
|  | [5] AS Béziers                             | 20                                        | [2] SC Albi | 12 |                                           |                                           |
|  | le 28 mai 2006 au Stade Maurice-Boyau, Dax |                                           | [2] SC Albi | 12 |                                           |                                           |
|  |                                            | [3] US Dax                                | 8           |    |                                           |                                           |
|  | [3] US Dax                                 | [3] US Dax                                | 8           | 28 |                                           |                                           |
|  | [3] US Dax                                 |                                           |             | 28 |                                           |                                           |
|  | [4] FC Auch                                | 27                                        |             |    |                                           |                                           |
|  | [4] FC Auch                                | 27                                        |             |    |                                           |                                           |

## Résultats détaillés

### Phase régulière

#### Tableau synthétique des résultats
L'équipe qui reçoit est indiquée dans la colonne de gauche.
| Clubs             | AIX   | ALB   | AUC   | AUR   | BEZ   | BOR   | COL   | DAX   | LOU   | MON   | MDM   | OYO   | RAC   | ROC   | TAR   | TYR   |
| ----------------- | ----- | ----- | ----- | ----- | ----- | ----- | ----- | ----- | ----- | ----- | ----- | ----- | ----- | ----- | ----- | ----- |
| Pays d'Aix RC     |       | 25-18 | 3-20  | 18-7  | 22-13 | 29-22 | 19-20 | 21-22 | 22-51 | 16-23 | 30-9  | 29-13 | 18-15 | 29-20 | 18-18 | 24-7  |
| SC Albi           | 33-17 |       | 22-15 | 13-17 | 23-18 | 45-9  | 37-9  | 21-15 | 30-24 | 15-15 | 24-18 | 8-6   | 32-11 | 29-3  | 24-12 | 33-15 |
| FC Auch           | 34-21 | 10-7  |       | 16-6  | 26-33 | 28-7  | 27-23 | 23-10 | 26-12 | 18-22 | 30-16 | 15-16 | 32-10 | 18-19 | 19-35 | 41-23 |
| Stade aurillacois | 16-13 | 36-16 | 11-36 |       | 22-27 | 10-12 | 39-13 | 17-24 | 20-24 | 9-16  | 29-19 | 12-6  | 31-12 | 26-20 | 39-10 | 31-22 |
| AS Béziers        | 37-24 | 25-28 | 21-15 | 26-16 |       | 22-27 | 38-17 | 26-16 | 25-13 | 18-19 | 32-10 | 32-13 | 35-23 | 29-15 | 25-12 | 28-12 |
| Stade bordelais   | 26-19 | 0-6   | 15-32 | 27-10 | 27-34 |       | 50-3  | 17-14 | 19-3  | 15-23 | 23-17 | 17-10 | 22-15 | 22-16 | 32-31 | 35-15 |
| US Colomiers      | 9-16  | 12-23 | 23-16 | 20-15 | 43-15 | 14-13 |       | 15-12 | 15-3  | 22-17 | 24-14 | 26-18 | 13-19 | 37-5  | 19-16 | 27-21 |
| US Dax            | 22-6  | 53-16 | 9-8   | 32-9  | 16-14 | 38-10 | 31-14 |       | 33-11 | 6-29  | 27-11 | 37-0  | 44-26 | 29-3  | 25-34 | 41-3  |
| Lyon OU           | 20-16 | 9-23  | 8-9   | 15-22 | 30-39 | 31-17 | 11-6  | 12-18 |       | 9-6   | 25-19 | 18-12 | 12-15 | 14-9  | 14-20 | 28-12 |
| US Montauban      | 41-14 | 35-20 | 29-12 | 27-13 | 23-9  | 40-13 | 41-9  | 33-14 | 18-5  |       | 31-5  | 50-13 | 23-10 | 27-19 | 41-21 | 45-17 |
| Stade montois     | 48-7  | 9-15  | 18-15 | 53-11 | 24-25 | 28-18 | 29-22 | 6-33  | 19-17 | 9-17  |       | 18-7  | 49-17 | 25-13 | 25-12 | 43-13 |
| US Oyonnax        | 23-10 | 22-29 | 25-19 | 32-12 | 27-15 | 22-22 | 25-10 | 32-16 | 17-9  | 24-19 | 27-9  |       | 33-20 | 19-10 | 12-13 | 22-12 |
| Racing Métro 92   | 23-20 | 13-7  | 13-37 | 24-19 | 12-17 | 23-23 | 19-29 | 8-30  | 21-9  | 17-18 | 30-15 | 18-6  |       | 30-18 | 30-23 | 27-27 |
| Stade rochelais   | 14-7  | 10-6  | 24-27 | 47-28 | 25-15 | 10-11 | 25-11 | 21-12 | 22-16 | 21-17 | 33-28 | 34-5  | 22-5  |       | 14-9  | 26-12 |
| Tarbes Pyrénées   | 35-6  | 27-22 | 12-18 | 23-19 | 25-13 | 24-20 | 27-14 | 20-8  | 30-11 | 29-49 | 15-12 | 29-13 | 38-11 | 32-13 |       | 33-7  |
| US Tyrosse        | 13-8  | 14-25 | 12-15 | 26-16 | 24-23 | 19-22 | 21-16 | 22-25 | 19-20 | 10-29 | 29-26 | 15-19 | 13-21 | 25-29 | 15-20 |       |

|  | Victoire à domicile |  | Match nul |  | Défaite à domicile |

#### Détail des résultats
Les points marqués par chaque équipe sont inscrits dans les colonnes centrales (3-4) alors que les essais marqués sont donnés dans les colonnes latérales (1-6). Les points de bonus sont symbolisés par une bordure bleue pour les bonus offensifs (trois essais de plus que l'adversaire), jaune pour les bonus défensifs (défaite avec au plus sept points d'écart), verte si les deux bonus sont cumulés.

### Barrages d'accession en Top 14

#### Demi-finales
| 27 mai 2006 | SC Albi | 25 – 20 | AS Béziers | Stadium municipal, Albi |
| 27 mai 2006 |         |         |            | Stadium municipal, Albi |
| 27 mai 2006 |         |         |            | Stadium municipal, Albi |

| 28 mai 2006 | US Dax | 28 – 27 | FC Auch | Stade Maurice-Boyau, Dax |
| 28 mai 2006 |        |         |         | Stade Maurice-Boyau, Dax |
| 28 mai 2006 |        |         |         | Stade Maurice-Boyau, Dax |

#### Finale
| 4 juin 2006 | SC Albi | 12 – 8 | US Dax | Stade Ernest-Wallon, Toulouse |
| 4 juin 2006 |         |        |        | Stade Ernest-Wallon, Toulouse |
| 4 juin 2006 |         |        |        | Stade Ernest-Wallon, Toulouse |

## Statistiques

### Meilleur réalisateur
| Rang | Joueur                | Club          | Position         | Points | Essais | Transf. | Pén. | Drops |
| ---- | --------------------- | ------------- | ---------------- | ------ | ------ | ------- | ---- | ----- |
| 1    | Sébastien Fauqué      | US Montauban  | Demi d'ouverture | 383    | 6      | ?       | ?    | ?     |
| 2    | Antoine Vignau-Tuquet | Stade montois | Demi d'ouverture | 361    | 6      | ?       | ?    | ?     |